# Jolente De Keersmaeker
Jolente De Keersmaeker (1967) is een Belgisch actrice en toneelregisseur en stichtend lid van het theatergezelschap STAN.

## Biografie
Jolente De Keersmaeker is de zus van choreografe Anne Teresa De Keersmaeker en behaalde haar diploma podiumkunsten aan het Koninklijk Conservatorium Antwerpen.
Vanaf 1997 werkte ze samen met haar zus als regisseur bij de producties van Rosas: Just Before (1997), I Said I (1991) en In Real Time (2000). In 1989 richtte ze het theatergezelschap STAN op samen met Damiaan De Schrijver, Waas Gramser en Frank Vercruyssen.
Hiernaast is ze ook actief als docent bij Studio Herman Teirlinck, Hogeschool Gent Conservatorium en P.A.R.T.S., een organisatie opgericht door Anne Teresa De Keersmaeker.
Samen met Kuno Bakker heeft ze twee zonen en één dochter die actief zijn als acteur en actrice: Kes, Mo en Adriana.

## Productie
- 1995: Kleine Bezetting geschreven met Willy Thomas
- 1999: Quartett van Heiner Müller en samenwerking met Anne Teresa De Keersmaeker, Cynthia Loemij en Frank Vercruyssen
- 2005: Impromptu
- 2005: «Sauve qui peut» pas mal comme titre
- 2009: Impromptu XL (in kader van het twintigjarig bestaan van het collectief)
- 2012: Les Estivants van Maxime Gorki

participaties:
- 1997: Just Before Anne Teresa De Keersmaeker
- 1999: I Said I van Anne Teresa De Keersmaeker
- 2000: In Real Time van Anne Teresa De Keersmaeker

- Library of Congress Control Number: nr2002031965
- Virtual International Authority File: 108149196540374792476
- WorldCat: E39PBJwddBJ6TDPDWk3CQWGyh3